# Serie Mundial Amateur de Béisbol de 1965
La XVI Serie Mundial Amateur de Béisbol se llevó a cabo en Cartagena de Indias, Colombia del 12 de febrero al 27 de febrero de 1965. Colombia obtuvo el título al derrotar en una serie de tres juegos a México.

## Hechos descatados
- Cuba no participó debido a que no se les permitió la entrada al país.
- Colombia obtuvo su segundo título nuevamente en casa.

## Primera ronda
Colombia y México empataron en la primera ronda y fue necesario disputar una serie extra al mejor de 3 juegos.
| Posición | Equipo                | Ganados | Perdidos |
| -------- | --------------------- | ------- | -------- |
| 1        | Colombia              | 7       | 1        |
| 2        | México                | 7       | 1        |
| 3        | Puerto Rico           | 5       | 3        |
| 4        | Panamá                | 4       | 4        |
| 5        | Nicaragua             | 4       | 4        |
| 6        | Guatemala             | 3       | 5        |
| 7        | Antillas Neerlandesas | 2       | 6        |
| 8        | El Salvador           | 0       | 8        |

## Seri final
| Posición | Equipo   | Ganados | Perdidos |
| -------- | -------- | ------- | -------- |
| 1        | Colombia | 2       | 1        |
| 2        | México   | 1       | 2        |

| Colombia         |
| Campeón Colombia |
| Segundo título   |

## Clasificación Final
| Posición | Equipo                | Ganados | Perdidos |
| -------- | --------------------- | ------- | -------- |
| 1        | Colombia              | 9       | 2        |
| 2        | México                | 8       | 3        |
| 3        | Puerto Rico           | 5       | 3        |
| 4        | Panamá                | 4       | 4        |
| 5        | Nicaragua             | 4       | 4        |
| 6        | Guatemala             | 3       | 5        |
| 7        | Antillas Neerlandesas | 2       | 6        |
| 8        | El Salvador           | 0       | 8        |